# Sony Music Latin
Sony Music Entertainment US Latin LLC, también conocida como Sony Music Latin (SML), o Sony Music Latin Entertainment (SMLE) es una división y propiedad de Sony Music Entertainment la segunda de las tres grandes compañías discográficas que dominan el mercado mundial musical. Y a su vez está integrada por un conjunto de varias compañías discográficas menores.

## Lista de discográficas de Sony Music
- White Lion Records
- Hear This Music
- YT Rocket
- Costa Norte Records
- Ace Entertainment
- Rimas Music
- Carbón Fiber Music
- Solo Music
- Ariola
- Altea Music Latin
- Bingo Records
- BMG Classics
- Pina Records
- DEL Records
- BMG Heritage
- BMG International Companies
- Columbia Records
- D-mode Company
- The Orchard Music
- Epic Records
- LaFace Records
- Legacy Recordings
- La Industria INC
- Tocka Discos
- Pop Art Discos
- RCA Music Group
  - Arista/J Records
  -  Altea Music México
  - RCA Records
- RCA Victor Group
- RLG-Nashville
  - Arista Nashville
  - BNA Records
  - Provident Label Group
    - Beach Street Records
    - Flicker Records
    - Benson Records
    - Brentwood Records
    - Essential Records
    - Praise Hymn Music Group
    - Reunion Records

  - RCA Nashville
- Sony Classical Records
- Sony Music International
- Sony Music Nashville
- Sony Wonder
- Sony Urban Music
- Soy Rock
- Zomba Music Group
  - Epidemic Records
  - Jive Records
  - Music for Nations Records
  - Pinacle Records
  - Rough Trade Records
  - Silvertone Records
  - So So Def Records
  - Verity Records
  - Volcano Records
  - Wind-Up
- VP Records
- Jenni Rivera Entreprises, Inc